# TEC-9
Le TEC-9 est une arme semi-automatique suédoise de calibre 9 × 19 mm Parabellum, créée à partir de polymères peu coûteux. Créé par la compagnie Intratec (en) (anciennement Interdynamics AB), le TEC-DC9 est une arme bon marché, répandue dans les gangs et autres organisations criminelles.

## Historique
Le TEC-9 a été fabriqué de 1985 à 1994, année à laquelle le modèle et les variantes du TEC-DC9 ont été interdits aux États-Unis, parmi les 19 armes à feu interdites du Federal Assault Weapons Ban (AWB) de 1994, expiré depuis,.
Cette interdiction a obligé Intratec à cesser sa fabrication et à introduire un nouveau modèle. L'année suivante, Intratec présentait l'AB-10, un TEC-9 Mini sans carénage fileté pour le canon, vendu avec un chargeur plus petit de 10 cartouches, au lieu de 20 ou 32. Cependant, les AB-10 acceptaient toujours les chargeurs de grande capacité des modèles TEC-9 pré-interdiction, et étaient souvent acquis par les utilisateurs à la place du chargeur standard.
En 1999, le TEC-DC9 été notoirement utilisé par Dylan Klebold, l'un des auteurs du massacre du lycée de Columbine.
En 2001, la Cour suprême de Californie a statué qu'Intratec n'était pas responsable des attaques de 1993 dans la 101 California Street. Intratec a été dissoute la même année et la production du modèle AB-10 a cessé. Bien que toujours présent sur le marché des armes à feu usagées et légalement reconnu au niveau national depuis 2004, le TEC-9 et ses variantes similaires sont interdits, souvent par leur nom, dans plusieurs États américains, notamment la Californie, l'Etat de New York, le New Jersey et le Maryland.

## Caractéristiques
- Poids : Entre 1,23 kg et 1,4 kg qui en fait une arme très portative.
- Longueur : Entre 241 et 317 mm, avec entre 76 et 127 mm de canon.
- Calibre : 9 × 19 mm Parabellum
- Portée pratique : 55 m.
- Cadence de tir : 1000 coups/min.

## Dans la culture populaire

### Littérature
- Dans le roman Non, ce pays n'est pas pour le vieil homme (2005) de Cormac McCarthy (adapté au cinéma en 2007 avec le film No Country for Old Men des frères Coen), Llewelyn Moss achète grâce aux petites annonces un TEC-9 à un particulier, peu avant de partir vers El Paso.

### Jeux vidéo
- Dans Grand Theft Auto: San Andreas et Grand Theft Auto: Vice City, avec un mode de tir entièrement automatique. Dans Grand Theft Auto V, il est nommé Pistolet Automatique dans la mise à jour Lowrider.
- Dans Counter-Strike: Global Offensive et Counter-Strike 2, le TEC-9 est une arme exclusive aux Terroristes, qui tire en semi-automatique.
- Dans Saints Row 2, il apparaît sous la dénomination « T3K Urban » avec un mode de tir uniquement automatique.
- Dans Far Cry 4 et Far Cry 5, l'arme est configurée pour tirer en mode automatique, sous la dénomination « A-99 ».
- Dans Tom Clancy's The Division, sous la dénomination « SMG-9 ».
- Dans Battlefield Hardline, en libre accès au criminel de classe professionnel, configuré à 600 coup/min.
- Dans Phantom Forces et Zombie Uprising (Roblox), l'arme est jouable en tant qu'arme secondaire.
- Dans Decaying Winter (Roblox), l'arme des Akimbo Cultist ou Gunner Cultist dans le laboratoire.
- Dans RimWorld, l'arme est présente en mode automatique, sous le nom de Pistolet-mitrailleur.

### Télévision
- Dans la série Stargate Universe, l'arme est utilisée par les soldats de l'Alliance luxienne lorsque ces derniers s'emparent du Destinée.
- Dans la série Sons of Anarchy (saison 6, épisode 1), un fils d'un membre d'un gang prend un TEC-9 pour faire un massacre dans son école. Le modèle est clairement montré, ainsi que précisé dans les épisodes suivant.
- Dans la série Archer, Lana porte deux TEC-9 sur elle et son amant en cache un dans son tiroir.
- Dans la série NCIS (saison 6, épisode 15), l'un des deux protagonistes de la scène d'introduction tire avec un TEC-9.
- Dans la série Les Sopranos (saison 6, épisode 5), deux malfrats commandent un TEC 9 auprès de Christopher Moltisanti.

### Divers
- L'arme TEC-9 a donné le nom du rappeur Tech N9ne, en référence à la cadence de tir de l'arme, aussi rapide que celle de son rythme[réf. nécessaire].